# 빌 헤이스
빌 헤이스(Bill Hayes, 1925년 6월 5일~2024년 1월 12일)는 미국의 배우, 텔레비전 배우, 가수이다.

## 영화
- 나인 데드 게이 가이즈(2002년)
- 차이나 - 팬더 어드벤처(2001년) - 나레이터 역
- 우리 생애 나날들(1965년)
- 더 카디널(1963년)